# カール・ニールセン博物館

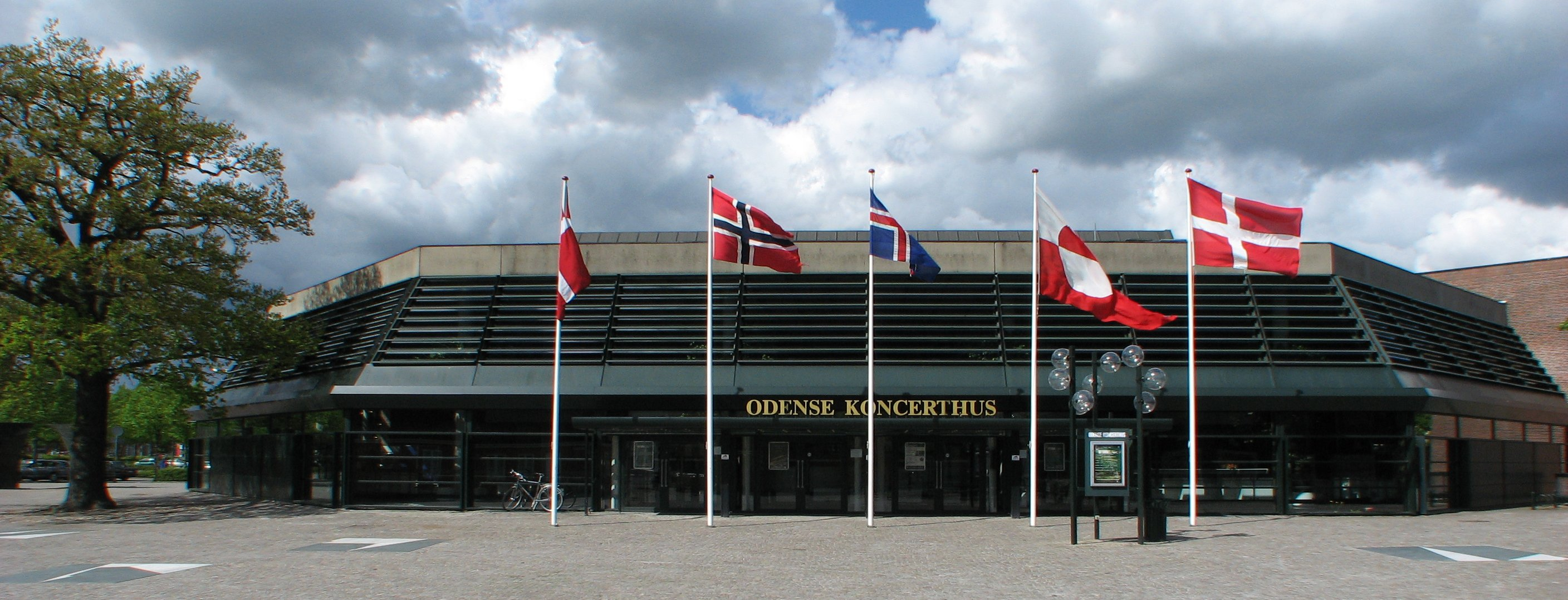
オーデンセ・コンサート・ホール

カール・ニールセン博物館（Carl Nielsen Museet）は、デンマークのオーデンセに所在する博物館。オーデンセ・コンサート・ホールの北西側の増築部に入居している。

## 概要
この博物館はオーデンセ市の博物館群のひとつとして運営されている。デンマークの作曲家カール・ニールセン（1865年-1931年）とその妻で彫刻家のアネ・マリーイ・カール＝ニールセン（1863年-1945年）を専門とする博物館である。ニールセンがノーレ・リュンデルセの町に住んでいた子ども時代から、キャリアとヨーロッパ音楽界での成功までの人生を記録しており、彼のヴァイオリン、ビューグル、グランドピアノが展示品として飾られている。また6曲の交響曲、3曲の協奏曲、2つのオペラ、室内楽、膨大な歌曲を含む数多くの楽譜も閲覧できる。さらに館内にはカールとアネ・マリーイが最期に住んだコペンハーゲン中心部、Frederiksholms Kanalの家に実際に置かれていた家具を用いて2つのリビングルームが正確に再現されている。

## ギャラリー

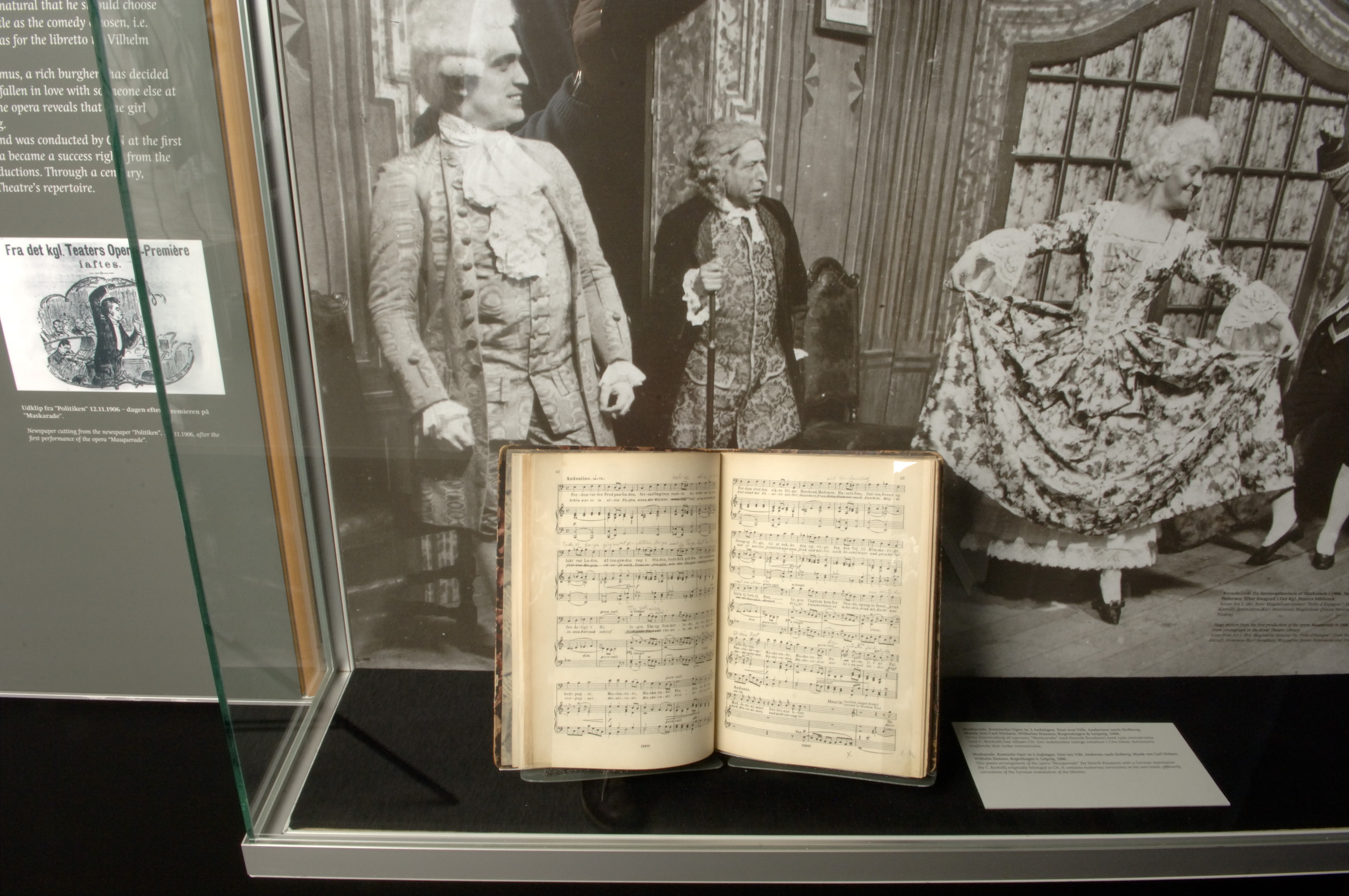
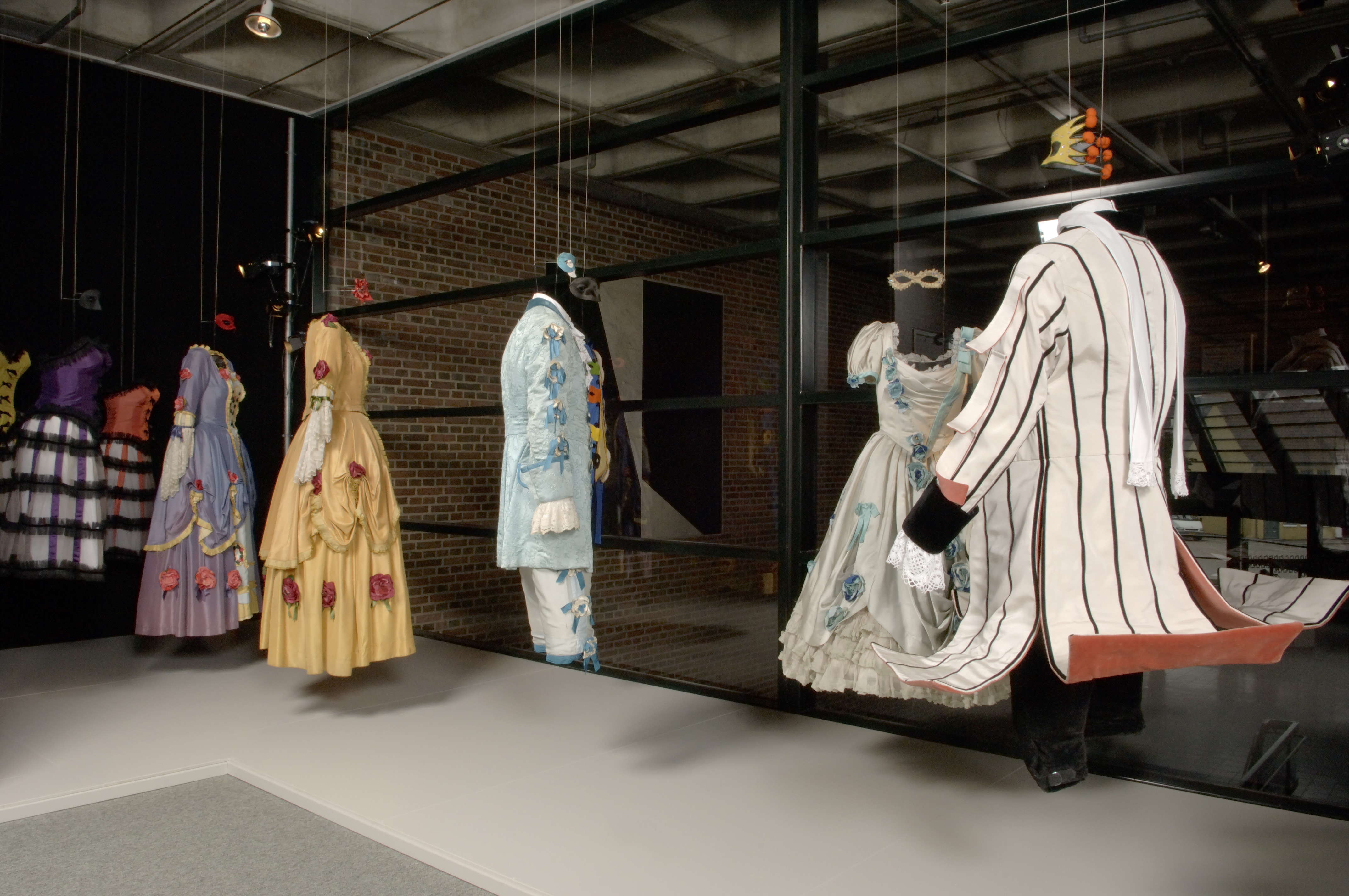
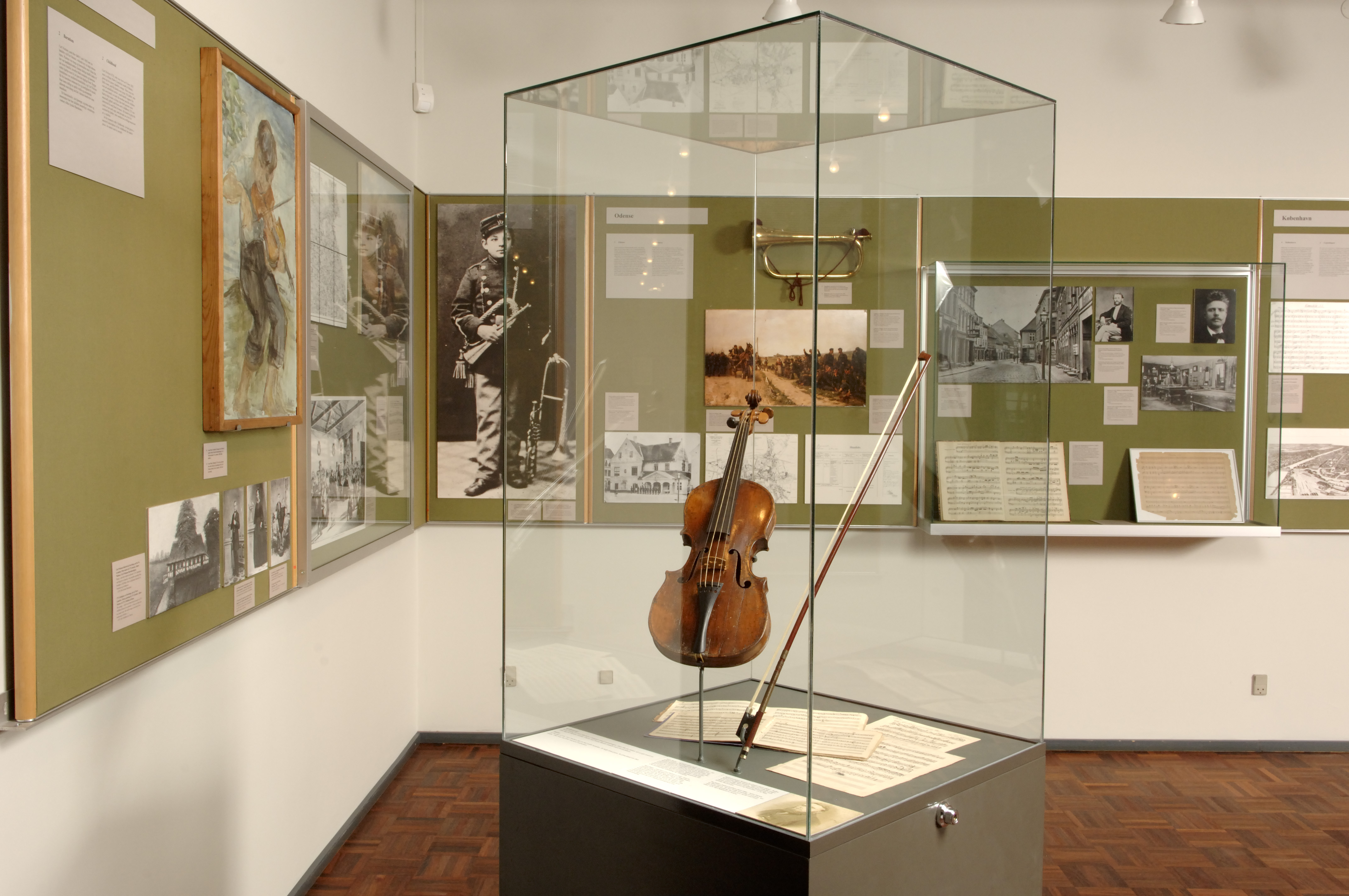
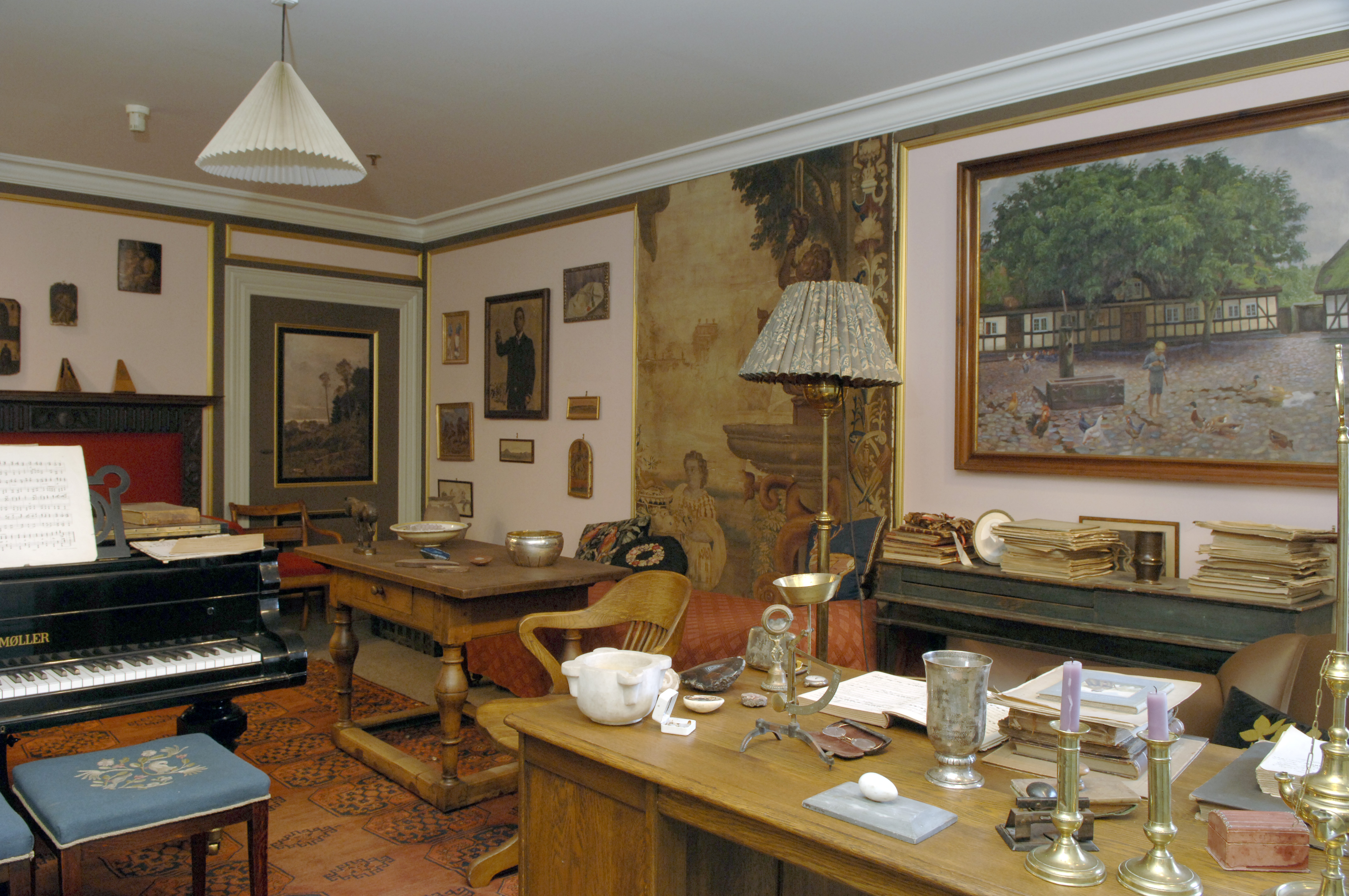